# 千葉県道121号成東鳴浜線
千葉県道121号成東鳴浜線（ちばけんどう121ごう なるとうなるはません）は、千葉県山武市津辺の国道126号との交差点を起点とし、同市本須賀（本須賀海岸）の千葉県道30号飯岡一宮線との交差点を終点とする県道である。

## 起点・終点
- 起点：千葉県山武市津辺（津辺交差点、国道126号交点・千葉県道76号成東酒々井線起点）
- 終点：千葉県山武市本須賀（本須賀海岸交差点、千葉県道30号飯岡一宮線交点）

## 路線状況
平成22年（2010年）度時点での成東鳴浜線の交通量について、観測地点の山武市殿台での自動車類交通量はそれぞれ、
| 昼間12時間自動車類交通量 | 昼間12時間自動車類交通量 | 昼間12時間自動車類交通量 | 24時間自動車類交通量 | 24時間自動車類交通量 | 24時間自動車類交通量 |
| 小型車                   | 大型車                   | 合計                     | 小型車               | 大型車               | 合計                 |
| 6885台                   | 236台                    | 7121台                   | 8829台               | 784台                | 9613台               |

また道路部幅員・車道部幅員6.75m、車道幅員5.75m。車線数は2車線であるが歩道幅員は存在しない。昼夜率は1.35%、昼間12時間ピーク比率11.0%、24時間大型車混入率3.3%である。

## 通過する自治体
- 千葉県
  - 山武市

## 接続するおもな道路

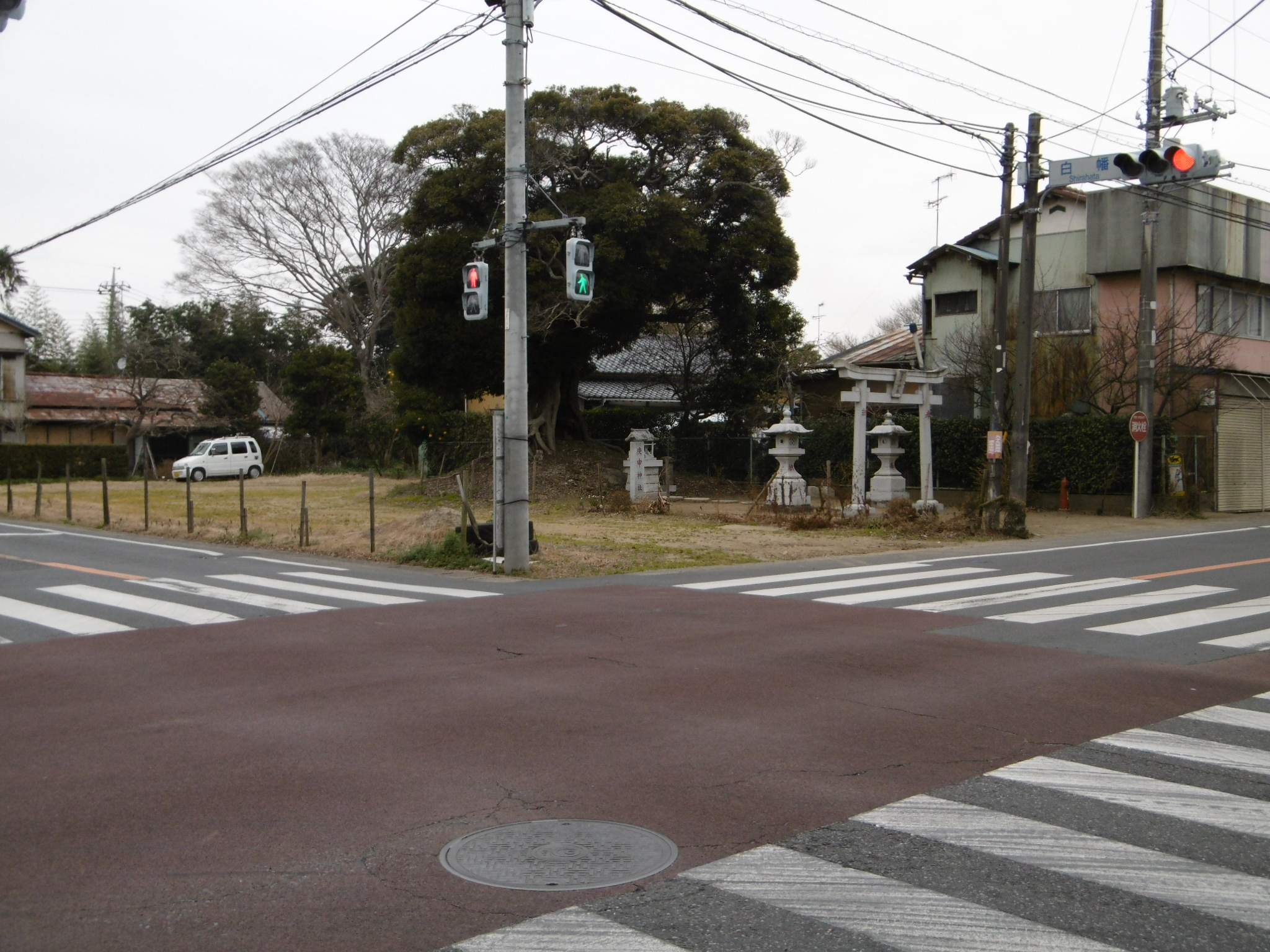
白幡交差点で千葉県道124号緑海東金線(右方)と接続する千葉県道121号成東鳴浜線(左方)。(2016年1月)

- 国道126号・千葉県道76号成東酒々井線（山武市津辺、津辺交差点、起点）
- 千葉県道124号緑海東金線（山武市白幡、白幡交差点）
- 千葉県道122号飯岡片貝線（山武市本須賀、本須賀交差点）
- 千葉県道30号飯岡一宮線（山武市本須賀、本須賀海岸交差点、終点）